# 北海道道372号秩父別停車場線
北海道道372号秩父別停車場線（ほっかいどうどう372ごう ちっぷべつていしゃじょうせん）は、北海道雨竜郡秩父別町内を結ぶ一般道道（北海道道）である。

## 概要

### 路線データ
- 起点：北海道雨竜郡秩父別町2条（JR北海道 留萌本線 秩父別駅）
- 終点：北海道雨竜郡秩父別町2条（国道233号・北海道道282号沼田妹背牛線交点）
- 路線延長：1.0 km（実延長）

## 歴史
- 1961年（昭和36年）3月31日 - 路線認定[1]。

## 地理

### 通過する自治体
- 空知総合振興局
  - 雨竜郡秩父別町

### 交差する道路
秩父別町
- 国道233号 - 2条（終点）
- 北海道道282号沼田妹背牛線 - 2条（終点）

### 沿線にある施設など
秩父別町
- JR北海道 留萌本線 秩父別駅 - 2条
- 秩父別町立秩父別中学校 - 2条2丁目
- 秩父別町役場 - 2条2丁目